# Marlon Colpaert
Marlon Colpaert (29 de agosto de 1999) es un deportista belga que compite en remo. Ganó una medalla de plata en el Campeonato Europeo de Remo de 2024, en la prueba de scull individual ligero.

## Palmarés internacional
| Campeonato Europeo | Campeonato Europeo | Campeonato Europeo | Campeonato Europeo      |
| Año                | Lugar              | Medalla            | Prueba                  |
| ------------------ | ------------------ | ------------------ | ----------------------- |
| 2024               | Szeged (Hungría)   | Medalla de plata   | Scull individual ligero |